# Goswin de Stassart
Goswin Joseph Augustin, baron de Stassart (født 2. september 1780 i Mechelen, død 16. oktober 1854 i Bryssel) var en belgisk politiker.
Stassart var under det franske kejserdømme 1805—14 intendant i hæren og senere præfekt. Han sluttede sig også 1815 til Napoleon, men bosatte sig derefter i Namur og valgtes 1821 til det nederlandske andet kammer, hvor han hørte til oppositionen. 
Han sluttede sig 1830 til den belgiske revolution, blev medlem af Nationalkongressen (hvor han stemte for tilknytning til Frankrig) og guvernør i Namur. 1831-47 var han medlem af Senatet (dets formand 1831-38).
1834—39 var han tillige guvernør i Brabant, men fik afsked, da han kom i strid med præsteskabet og ikke vilde opgive sin stilling som frimurernes stormester. 
Han var også fransk forfatter; særlig hans idyller og fabler (200) vandt bifald (udkom 1818-47 i 7 udgaver) og oversattes i flere sprog.